# Сигорицы (Островский район)
Сигорицы — деревня в Шиковской волости Островского района Псковской области.
Расположена в 63 км к востоку от города Острова и в 10 км к северо-востоку от волостного центра, деревни Шики.
Численность населения деревни по состоянию на 2000 год составляла 23 человека.

## История
Погост Сигорицы упомянут в Писцовых книгах 1585-87 гг., как Сигоритцкой губы уезда города Владимирца.